# Bogajo
Bogajo es un municipio y localidad española de la provincia de Salamanca, en la comunidad autónoma de Castilla y León. Se integra dentro de la comarca de Vitigudino y la subcomarca de El Abadengo. Pertenece al partido judicial de Vitigudino.
Su término municipal está formado por un solo núcleo de población, ocupa una superficie total de 32,91 km² y según los datos demográficos recogidos en el padrón municipal elaborado por el INE en el año 2017, cuenta con una población de 141 habitantes.

## Etimología
El nombre de Bogajo proviene de la palabra leonesa «bogayu» que vendría a hacer referencia a una excrecencia de los robles de la zona y es que durante la Edad Media en el área leonesa fue bastante común el empleo de nombres de árboles o plantas para denominar las localidades que se fueron fundando, como por ejemplo las de Cerezal de Peñahorcada, Saucelle, El Manzano, Moral de Sayago, Carbajales de Alba, etc.

## Símbolos

### Escudo
El escudo heráldico que representa al municipio fue aprobado el 25 de enero de 1990 con el siguiente blasón:

«Escudo: Partido y medio cortado. Cuartel derecho: Izquierdo según se mira, en campo de oro un peral sobre una eminencia, desprovisto de fruto y sin raíces, surmontado por la Virgen ofreciendo al Niño una pera. Cuartel izquierdo superior: Derecho según se mira, en campo de gules, cruz de sinople, surmontada por la reunión de cuatro peras y una media luna. Cuartel izquierdo inferior: Derecho según se mira, un campo de azur, un casco de dragón napoleónico en su color. Va timbrado con la Corona Real Española»
Boletín Oficial de Castilla y León nº 193 de 8 de octubre de 1991

### Bandera
El ayuntamiento no ha adoptado aún una bandera para el municipio.

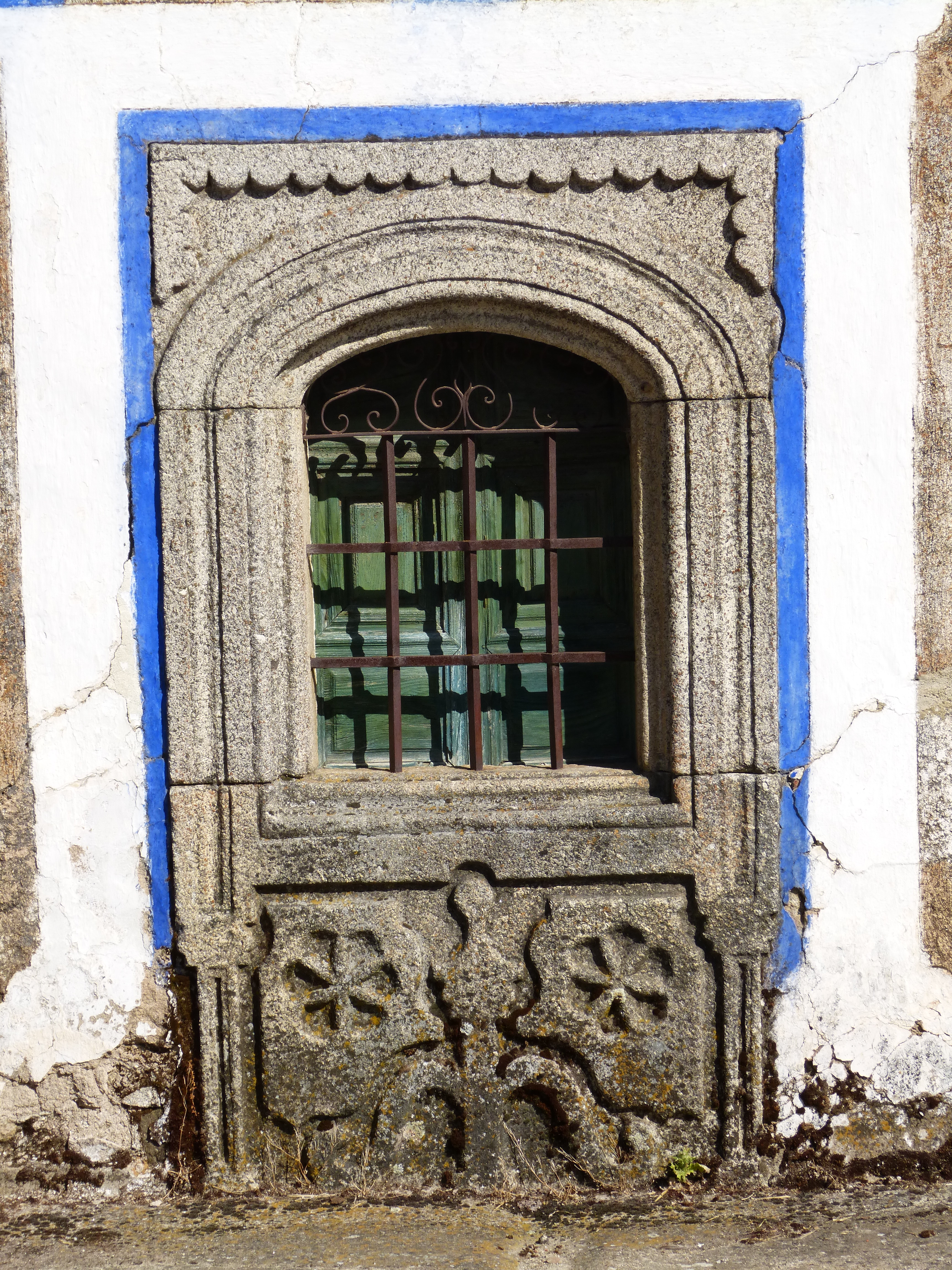
Ventana con labra en piedra

## Historia

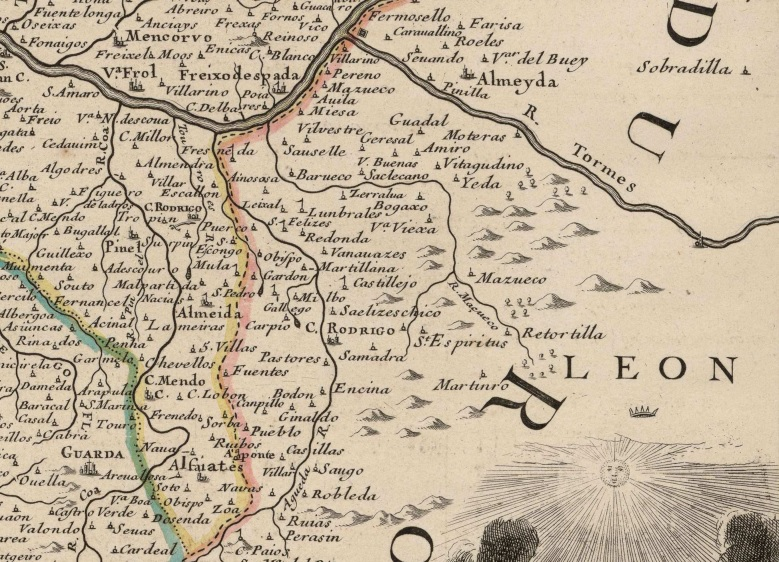
Detalle del oeste salmantino en un mapa del, en el que se puede observar Bogajo (escrito como Bogaxo)

La fundación de Bogajo responde al proceso repoblador llevado a cabo por los reyes leoneses en el siglo XII. La primera vez que se hace referencia a Bogajo en un documento escrito es en La Bula de erección de la Diócesis de Ciudad Rodrigo de Alejandro III, realizada en 1175. Según ésta en el municipio debía situarse el Monasterium de Peraria, en una zona conocida como "la de las torrecillas". Tras la cesión de una serie de localidades situadas en el área de Ciudad Rodrigo a la Orden del Temple por parte del rey Fernando II de León en el siglo XII, Bogajo pasó a pertenecer a dicha orden.
También se habla del pueblo en el Catastro de Ensenada, mediante el cual conocemos aspectos de la vida del lugar en 1752, como el vecindario, la riqueza, el inmueble y semoviente de cada familia, así como los hacendados, forasteros, mayorazgos y propiedades del común; o arbitrios, quehaceres y oficios existentes: labradores, servidores, molineros, vaqueros y pastor. Durante la Guerra de la Independencia las tropas francesas saquearon la localidad y ejecutaron a varios vecinos en represalia de un ataque español a un campamento de las tropas galas. Con la división territorial de España de 1833 en la que se crean las actuales provincias, Bogajo queda encuadrado dentro de la Región Leonesa, formada por las provincias de León, Zamora y Salamanca, de carácter meramente clasificatorio, sin operatividad administrativa, que a grandes rasgos vendría a recoger la antigua demarcación del Reino de León (sin Galicia ni Asturias ni Extremadura), pasando a formar parte del partido judicial de Vitigudino en 1844. En 1887 se abrió la Línea La Fuente de San Esteban-Barca de Alba, que uniría Salamanca con Oporto, gracias a la cual Bogajo pasó a tener servicios ferroviarios durante casi un siglo hasta su cierre en 1985.

## Geografía
Bogajo se encuentra situado en el noroeste salmantino. Dista 84 km de Salamanca capital. 
Se encuentra en la comarca de El Abadengo. Pertenece a las mancomunidades de Vitigudino y Yeltes y al partido judicial de Vitigudino.
| Noroeste: Cerralbo       | Norte: Yecla de Yeltes | Noreste: Yecla de Yeltes      |
| Oeste: Olmedo de Camaces |                        | Este: Villavieja de Yeltes    |
| Suroeste: Fuenteliante   | Sur: Fuenteliante      | Sureste: Villavieja de Yeltes |

## Demografía
Bogajo cuenta con una población de 129 habitantes (INE 2024).
| Gráfica de evolución demográfica de Bogajo entre 1842 y 2021                                                        |
| |
| Población de derecho según los censos de población del INE Población de hecho según los censos de población del INE |

Bogajo es una pequeña localidad de poco más de 200 habitantes y unos 33 kilómetros cuadrados de extensión situada cerca de Vitigudino. Pertenece a la comarca de El Abadengo, que es fronteriza con Portugal. Está 84 km al oeste de la capital de la provincia, situado en un cruce de vías a 711 metros sobre el nivel del mar y con unas coordenadas a 40°55′ latitud Norte y 6°32′ longitud Oeste, a orillas del río Huebra. La frontera portuguesa queda a unos 30 o 40 km al oeste.

## Economía
Actualmente la mayoría de sus habitantes se dedican a la agricultura y la ganadería, pero en el pueblo también hay algunos negocios más, como varios albañiles, una quesería, una carpintería metálica, un bar y un supermercado. A la escuela acuden aproximadamente una docena de niños.

## Monumentos y lugares de interés
El municipio cuenta con algunas edificaciones antiguas, como las religiosas, entre los que destacan la Ermita del Santo Cristo, situada a las afueras en dirección sur; y la iglesia parroquial, situada en el extremo este, y que está dedicada a Nuestra Señora del Peral (patrona de la localidad). 
El patrón es San Juan Bautista, y en su honor se realizan las fiestas el 24 de junio. Destaca la Plaza, con un ayuntamiento con fachada de cantería y un álamo. Además, en el suelo de la misma hay un encementado verde, en el que se han incrustado unas piedras formando un mosaico con la forma del botón charro, el principal símbolo de Salamanca.

## Administración y política

### Gobierno municipal
| Periodo   | Nombre                     | Partido | Partido                                  |
| --------- | -------------------------- | ------- | ---------------------------------------- |
| 1979-1983 | Rafael Herrero Martín      |         | Independiente                            |
| 1983-1987 | Vidal Calvo Agudo          |         | Alianza Popular (AP)                     |
| 1987-1991 | José Luis Herrero Martín   |         | Centro Democrático y Social (CDS)        |
| 1991-1995 | Andrés Agudo Estévez       |         | Partido Popular (PP)                     |
| 1995-2003 | José Luis Herrero Martín   |         | Partido Socialista Obrero Español (PSOE) |
| 1999-2003 | Andrés Agudo Estévez       |         | Partido Popular (PP)                     |
| 2003-2011 | José Luis Herrero Martín   |         | Partido Socialista Obrero Español (PSOE) |
| 2011-2023 | Javier de Castro Rodríguez |         | Partido Popular (PP)                     |

| Partido político                         | 2019  | 2019  | 2019       | 2015  | 2015  | 2015       | 2011  | 2011  | 2011       | 2007  | 2007  | 2007       | 2003  | 2003  | 2003       | 1999  | 1999  | 1999       |
| Partido político                         | %     | Votos | Concejales | %     | Votos | Concejales | %     | Votos | Concejales | %     | Votos | Concejales | %     | Votos | Concejales | %     | Votos | Concejales |
| Partido Popular (PP)                     | 69,52 | 73    | 4          | 79,61 | 82    | 4          | 64,04 | 73    | 4          | 33,83 | 45    | 2          | 50,62 | 81    | 2          | 86,29 | 107   | 5          |
| Partido Socialista Obrero Español (PSOE) | 35,24 | 37    | 1          | 9,71  | 10    | 1          | 29,82 | 34    | 1          | 48,12 | 64    | 3          | 40    | 64    | 3          | 8,87  | 11    | 0          |
| Coalición SI por Salamanca (SI)          | —     | —     | —          | —     | —     | —          | 8,77  | 10    | 0          | —     | —     | —          | —     | —     | —          | —     | —     | —          |
| Unión del Pueblo Salmantino (UPSa)       | —     | —     | —          | —     | —     | —          | —     | —     | —          | 17,29 | 23    | 0          | —     | —     | —          | —     | —     | —          |

El alcalde de Bogajo no reporta información sobre su sueldo (2017).

### Elecciones autonómicas

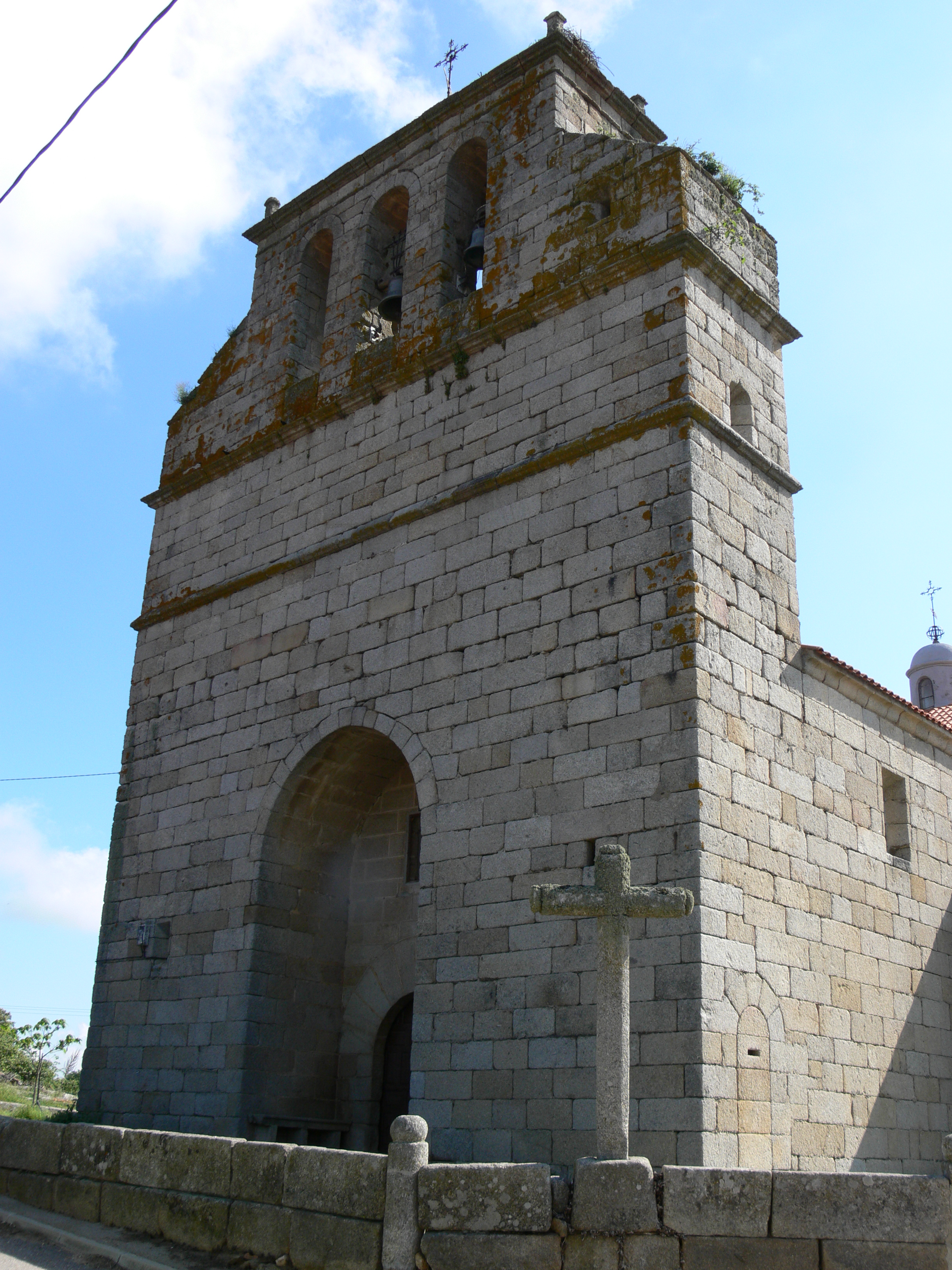
Espadaña de la iglesia parroquial de Nuestra Señora del Peral

| Partido político                              | 2019  | 2019 | 2015  | 2015  | 2011  | 2011 | 2007  | 2007 | 2003  | 2003 | 1999  | 1999 | 1991  | 1991 | 1987  | 1987 | 1983  | 1983 |
| Partido político                              | Votos | %    | Votos | %     | Votos | %    | Votos | %    | Votos | %    | Votos | %    | Votos | %    | Votos | %    | Votos | %    |
| Partido Popular (PP)                          | —     | —    | 67    | 66,34 | —     | —    | —     | —    | —     | —    | —     | —    | —     | —    | —     | —    | —     | —    |
| Partido Socialista Obrero Español (PSOE)      | —     | —    | 18    | 17,82 | —     | —    | —     | —    | —     | —    | —     | —    | —     | —    | —     | —    | —     | —    |
| Ciudadanos (Cs)                               | —     | —    | 7     | 6,93  | —     | —    | —     | —    | —     | —    | —     | —    | —     | —    | —     | —    | —     | —    |
| Izquierda Unida-Equo                          | —     | —    | 4     | 3,96  | —     | —    | —     | —    | —     | —    | —     | —    | —     | —    | —     | —    | —     | —    |
| Podemos-Equo                                  | —     | —    | 2     | 1,98  | —     | —    | —     | —    | —     | —    | —     | —    | —     | —    | —     | —    | —     | —    |
| Partido Regionalista del País Leonés (PREPAL) | —     | —    | 1     | 0,99  | —     | —    | —     | —    | —     | —    | —     | —    | —     | —    | —     | —    | —     | —    |
| Vox                                           | —     | —    | 1     | 0,99  | —     | —    | —     | —    | —     | —    | —     | —    | —     | —    | —     | —    | —     | —    |